# Tekovská Breznica
Tekovská Breznica (deutsch Bresnitz an der Gran, ungarisch Barsberzence – bis 1902 Berzence) ist eine Gemeinde in der Mittelslowakei.

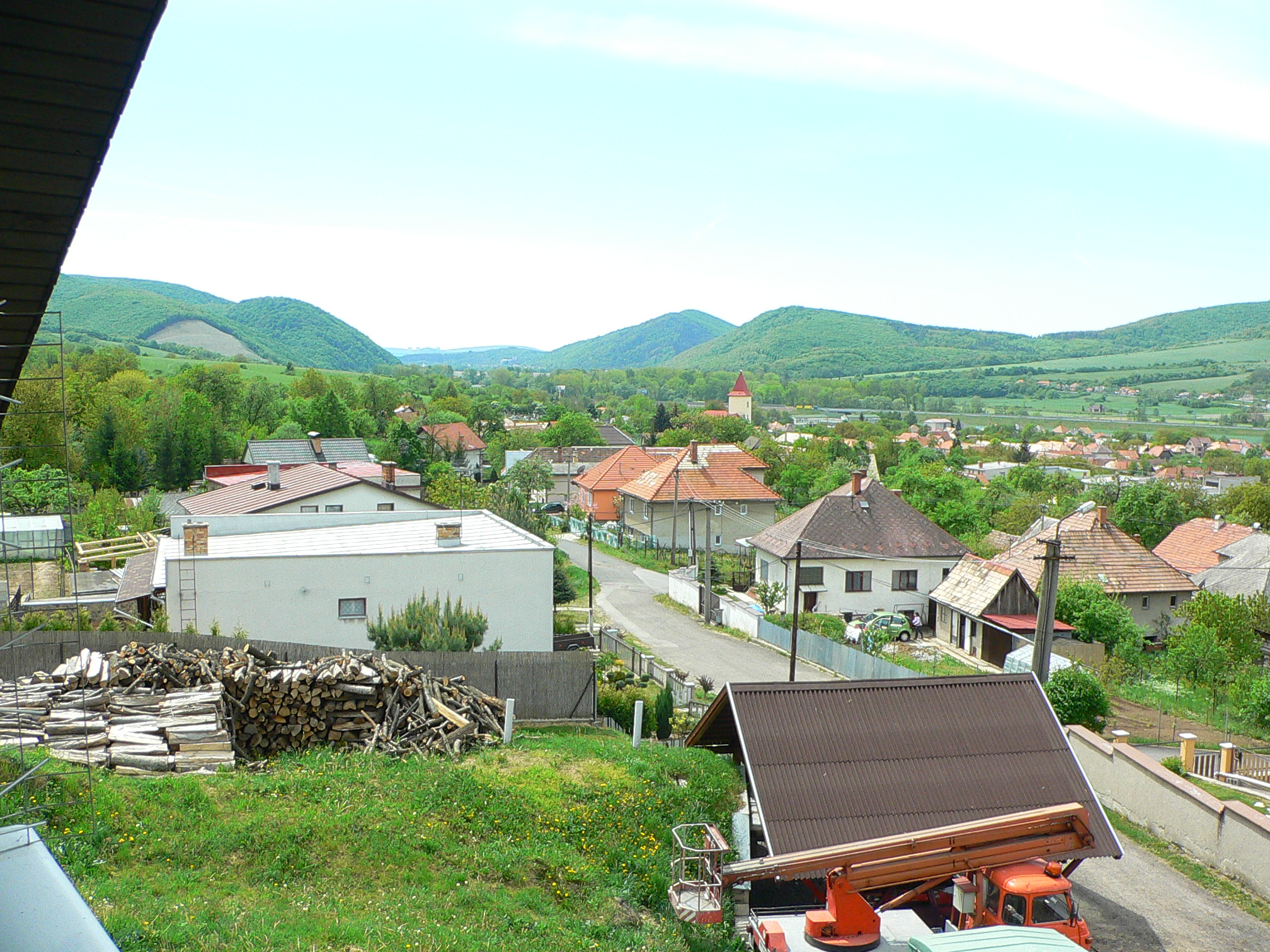
Blick auf den Ort

## Lage
Sie liegt im Grantal am linken Ufer des Flusses, am Fuße der Schemnitzer Berge, 5 km von der Stadt Nová Baňa entfernt.

## Geschichte
Der Ort wurde 1276 erstmals als Berzenche erwähnt und gehörte zur Abtei von Hronský Beňadik. Eine gotische Burg wurde vom Erzbistum Gran am Beginn des 13. Jahrhunderts errichtet. 1312 erobert Matthäus Csák die Burg, nach seinem Tod im Jahr 1321 aber kehrte sie zum Bistum zurück. Die Bevölkerung der Gemeinde befasste sich mit Landwirtschaft, Fuhrgeschäft, Töpferei und Forstwirtschaft. Seit dem 16. Jahrhundert gehörte sie zum Erzbistum Gran und dann seit 1776 zum Bistum Neusohl.

## Bevölkerung
| Jahr                | 1994 | 2004    | 2014    | 2024    |
| ------------------- | ---- | ------- | ------- | ------- |
| Anzahl der Personen | 1355 | 1295    | 1247    | 1201    |
| Unterschied         |      | −4,42 % | −3,70 % | −3,68 % |

| Jahr                | 2023 | 2024    |
| ------------------- | ---- | ------- |
| Anzahl der Personen | 1199 | 1201    |
| Unterschied         |      | +0,16 % |

## Sehenswürdigkeiten
- die Reste der Burg Breznica (verwüstet im 18. Jahrhundert)
- barocke Kirche des Hl. Stephan aus dem Jahr 1745
- Kirche der Hl. Maria aus dem Jahr 1647